# Erika Heinicke
Erika Heinicke (* 19. Dezember 1939 in Frankenhausen) ist eine ehemalige deutsche Eisschnellläuferin.
Heinicke, die für den Berliner TSC startete, holte im Jahr 1963 über 3000 m ihren einzigen Meistertitel bei DDR-Meisterschaften und nahm von 1961 bis 1966 an internationalen Wettbewerben teil. Dabei kam sie bei ihrer einzigen Teilnahme an einer Mehrkampfweltmeisterschaft, bei der Mehrkampfweltmeisterschaft 1963 in Karuizawa auf den 29. Platz im Mini-Mehrkampf und bei den Olympischen Winterspielen 1964 in Innsbruck jeweils auf den 28. Platz über 1500 m und 3000 m sowie auf den 23. Rang über 1000 m. Zudem wurde sie bei DDR-Meisterschaften viermal Zweite und dreimal Dritte.

## Persönliche Bestzeiten
| Disziplin | Zeit       | Datum            | Ort       |
| --------- | ---------- | ---------------- | --------- |
| 500 m     | 49,4 s     | 26. Februar 1965 | Zakopane  |
| 1000 m    | 1:40,5 min | 26. Februar 1965 | Zakopane  |
| 1500 m    | 2:34,3 min | 22. Februar 1963 | Karuizawa |
| 3000 m    | 5:28,7 min | 29. Januar 1966  | Zakopane  |